# Payoke
 (juin 2017).
Si vous disposez d'ouvrages ou d'articles de référence ou si vous connaissez des sites web de qualité traitant du thème abordé ici, merci de compléter l'article en donnant les références utiles à sa vérifiabilité et en les liant à la section « Notes et références ».
Payoke est un refuge et centre de conseils pour les victimes de la traite des êtres humains qui se trouvent à Anvers en Belgique. 
Officiellement un V.Z.W (qui dénote une association sans but lucratif dans le contexte flamand), Payoke reçoit également le soutien et la reconnaissance officielles des gouvernements belge et flamand,. Payoke est un des trois refuges en Belgique qui sert les clients de Flandres; PAG-ASA sert la région de Bruxelles-capitale, et Sürya pour la région de Wallonie.

## Histoire
L'association Payoke dérive son nom de ses deux fondateurs, Patsy Sörensen (Pa) et Yolande Grensen (Yo) et avec le -ke pour dénoter un diminutif en néerlandais. Payoke a commencé en 1987 lorsque Patsy a remarqué plusieurs femmes filipinos en mauvaise posture. Elle a invité quelques-unes d'entre elles chez elle pour boire du thé, et c’est ainsi que Patsy a appris des histoires difficiles du quartier rouge (Rossebuurt ou Schipperskwartier). De là, Patsy a ouvert un refuge pour les femmes dans son propre logement, au rez-de-chaussée. Au début, Payoke a essuyé plusieurs critiques mais elle a persévéré. Après plusieurs années, Payoke a continué à apporter de l’aide aux femmes, que ce soit une aide psychosociale, médicale, juridique, administrative ou simplement pour guider les femmes qui veulent sortir de la prostitution.  

## Moment décisif
En 1992, Chris De Stroop, un journaliste flamand, a publié le livre Ze zijn zo lief, mijnheer (Elles sont si adorables, monsieur) qui enquêtait sur la problématique de la traite des êtres humains dans le secteur de la prostitution. Le livre a bien circulé dans le contexte flamand et il a attiré beaucoup d’attention publique ainsi que des critiques. Ainsi, le roi belge, Baudouin, a rendu visite à Payoke en 1992 où il a rencontré les fondateurs, le journaliste Chris De Stroop et des victimes filipinos. Le roi a été saisi d'apprendre les histoires difficiles de ces femmes qui ont dû lutter dans son propre pays. La visite de Baudouin a engendré une discussion au niveau politique. Payoke a alors obtenu un soutien financier et un statut officiel du gouvernement belge,.

## Travail international
De 1999 à 2004, Patsy Sorensen a été membre du parlement européen. Pendant cette période, elle a tenté d’attirer l’attention politique européenne à l’enjeu de la traite des êtres humains. 
Après des années de développement, Payoke fonctionne toujours comme un refuge pour les victimes qui sont de plus en plus des hommes impliqués dans l’exploitation économique plutôt que les femmes prostituées. Au-delà de ses fonctions en tant que refuge, Payoke est également actif dans la communauté européenne et internationale. Elle vise à sensibiliser le public, surtout au niveau de la prostitution, et à influencer les politiques et les lois des gouvernements européens.

## Anniversaire des trente ans
En 2007, Payoke a célébré son 30e anniversaire avec la publication d'un livre intitulé Payoke, trente ans. Lors de cette occasion, le ministre de la Justice, Koen Geens, le président d'Eurojust et l'ambassadeur de bonne volonté de l'ONG a rendu visite à Payoke. 